# Deutsches Museum Flugwerft Schleissheim
A Deutsches Museum Flugwerft Schleissheim nevű repülőgép-múzeum München közelében, Oberschleißheim településen található. A Deutsches Museum részét képezi, annak repüléstörténeti kiállítását egészíti ki. A kiállítás a régi repülőtér hangárjában rendezték be. 1992. szeptember 18-án nyílt meg.

## Hagyományos repülőgépek

### Légcsavaros repülőgépek

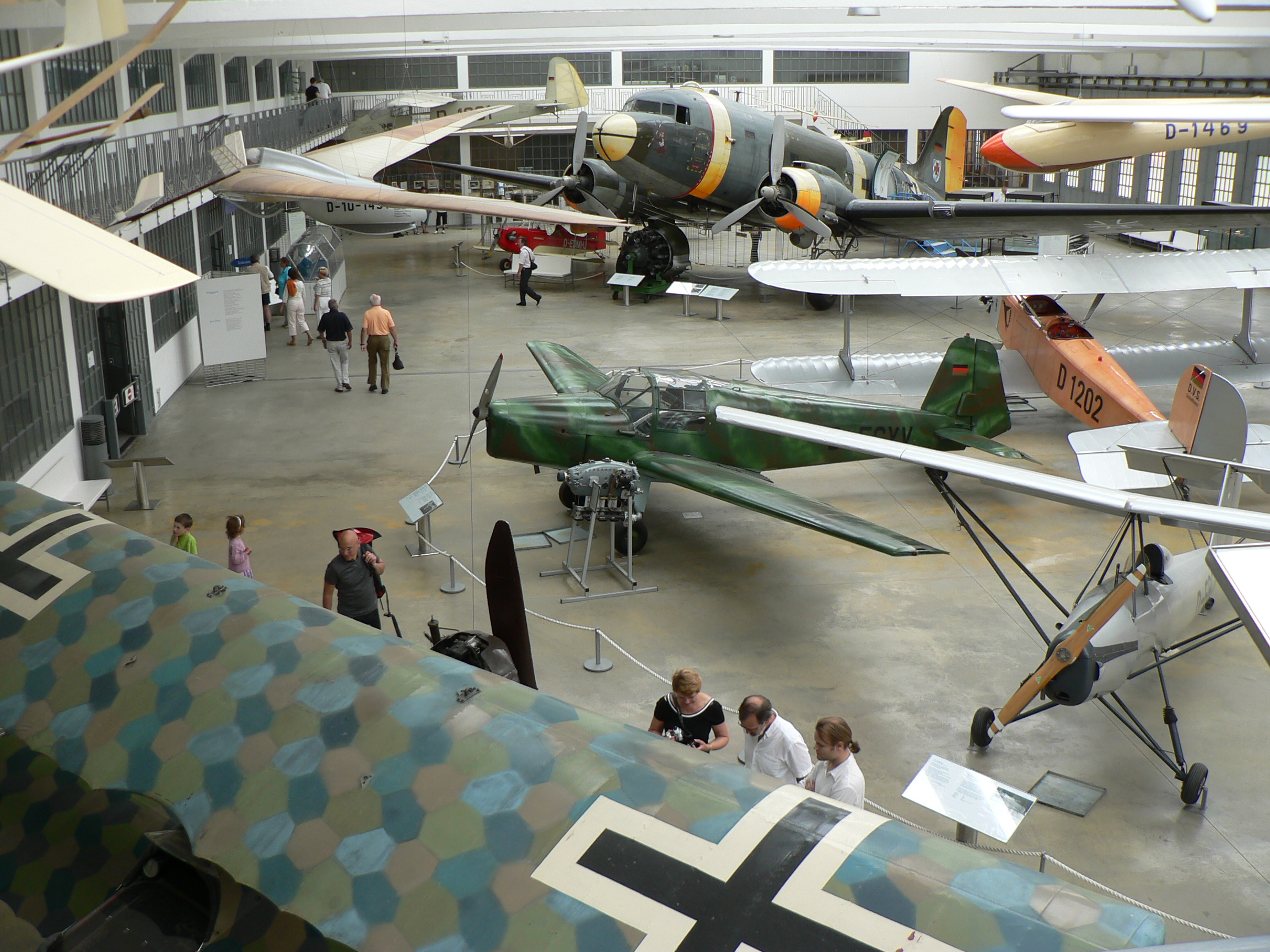
Légcsavaros repülőgépek a kiállításon

- Antonov An–2
- Arco ultralight
- Bölkow Bo 209 Monsun
- Brunswick LF-1 Zaunkönig
- Bücker Bü 181 Bestmann
- Cessna 195
- Dornier Do 24 T-3
- Douglas C-47D
- Fieseler Fi 156C
- Focke-Wulf Fw 44J Stieglitz
- Fokker D.VII
- Heinkel He 111 (CASA 2.111B)
- Lancair IV
- LET Z-37A Čmelák
- SIAT 223 Flamingo
- Müller DDMH 22
- Pützer Motorraab
- Raab Krähe
- Ranger M ultralight
- Rochelt Musculair 2
- Udet U 12 Flamingo
- Valentin Taifun 17E
- Vollmoeller
- Waco YKS-6
- Jakovlev Jak-50

### Sugárhajtású repülőgépek

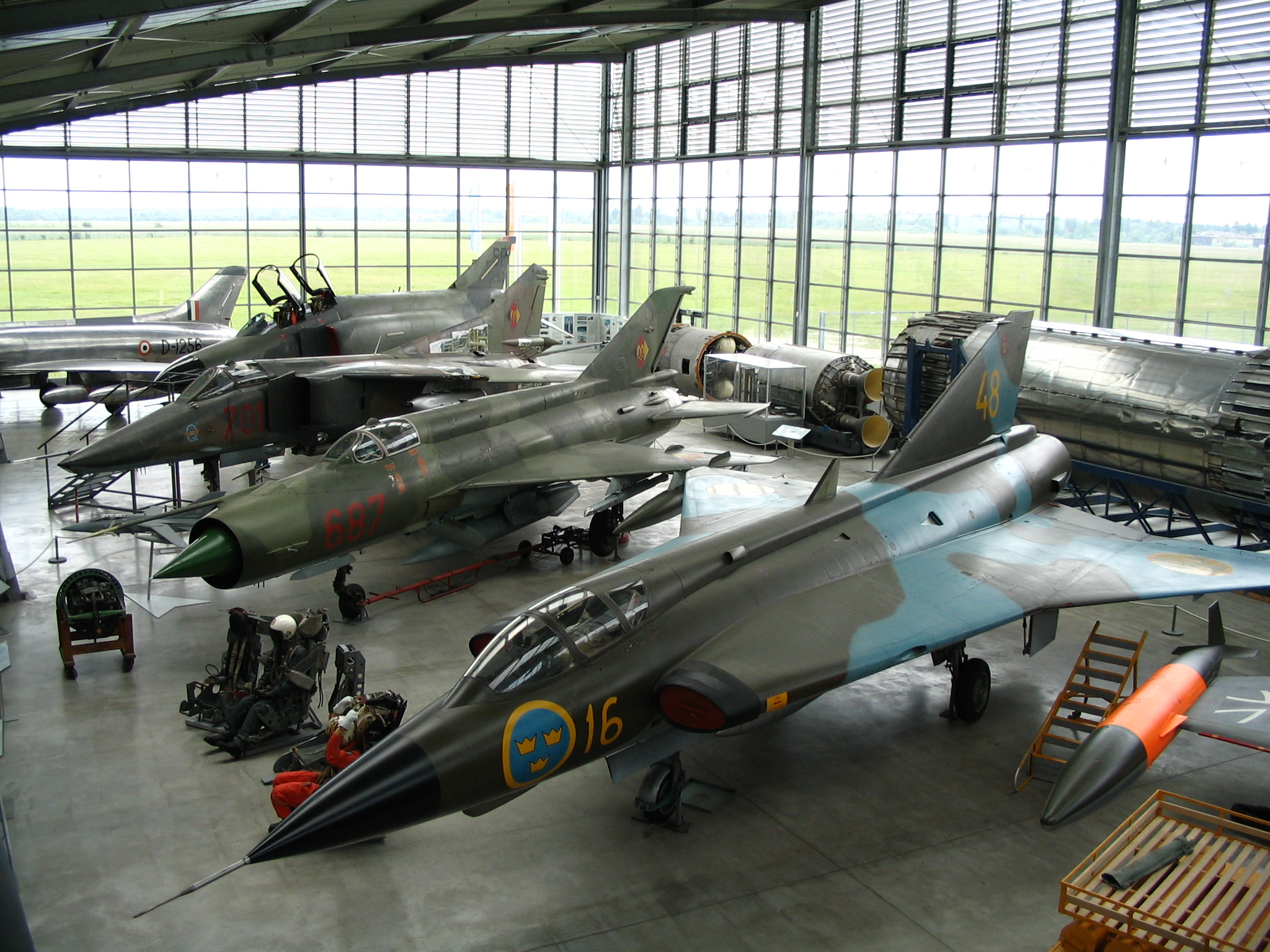
Hidegháborús repülőgépek

- Canadair CL-13 B Sabre Mk.6
- EADS / Boeing X-31
- Eurofighter EF-2000 DA 1
- HF–24 Marut
- Hispano Aviacion HA-300
- Lockheed T-33A Shooting Star
- Lockheed F-104F Starfighter
- McDonnell Douglas F-4E Phantom II
- Mikoyan-Gurevich MiG-21 MF
- Mikoyan-Gurevich MiG-23 BN
- Panavia Tornado IDS[2]
- Saab J 35A Draken

### Helyből felszállni tudó repülőgépek
- Dornier Do 31 E-3
- VFW-Fokker VAK 191B
- Dornier Aerodyne E1

### Vitorlázógépek

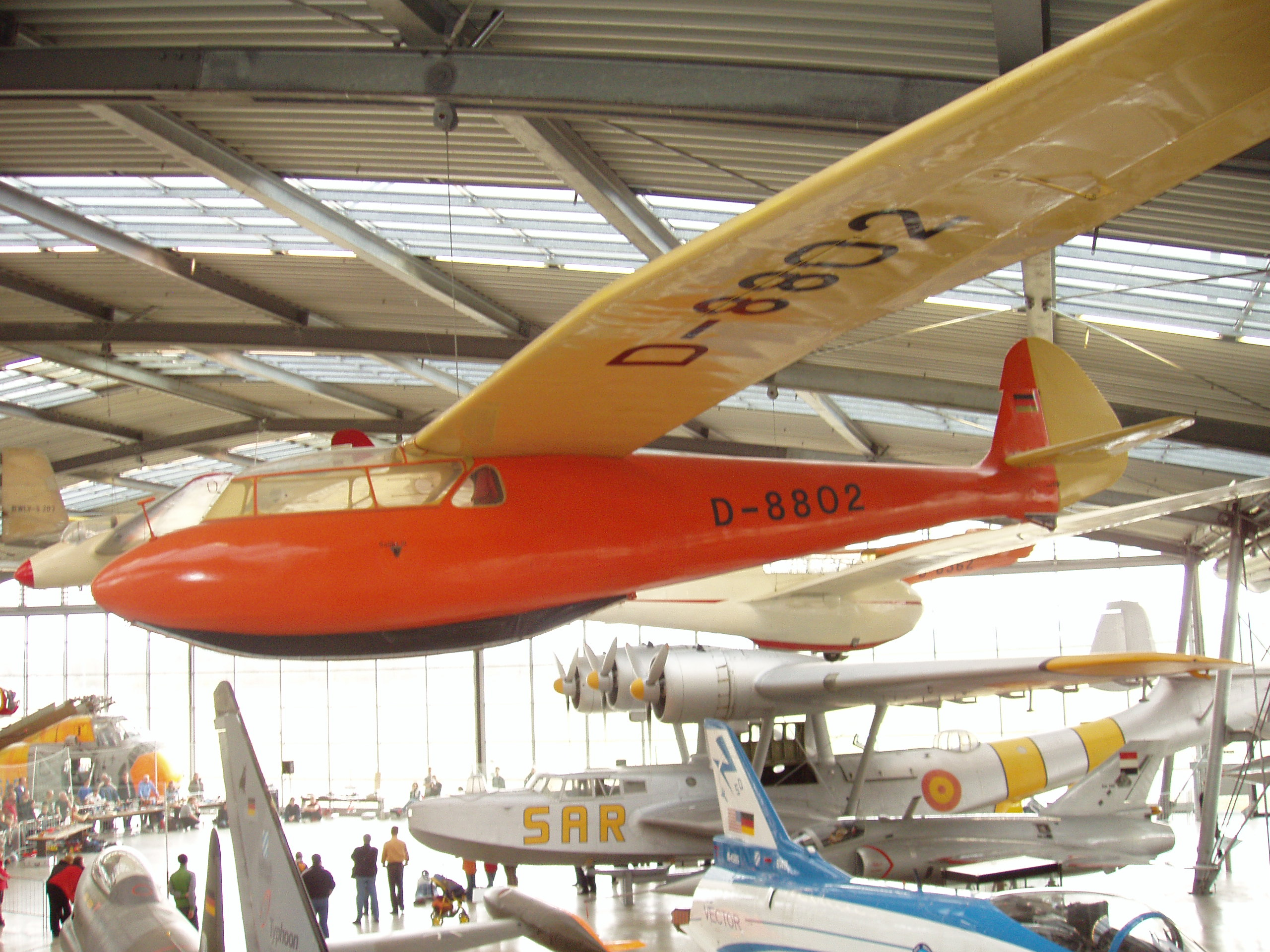
Condor IV

- Akaflieg Karlsruhe AK-1
- Akaflieg München Mü10 Milan
- Akaflieg Stuttgart FS-29
- Bölkow Phoebus C
- Condor IV
- DFS Kranich II
- DFS Olympia Meise
- Doppelraab IV
- Fauvel AV.36
- Goevier III
- Grunau Baby IIb
- Horten H.IV
- Hütter H17
- Kaiser Ka 1
- Scheibe Mü 13E Bergfalke I
- SG-38
- Slingsby T-38 Grasshopper
- SZD-9 bis 1E Bocian
- Wolfmüller glider

### Sárkányrepülők
- Flight Design Exxtacy
- Huber Alpengleiter
- Laser 12.8
- Lilienthal glider
- Pelzner hang glider
- Super Gryphon

### Helikopterek
- Bell UH-1D Iroquois
- Kamov Ka-26
- RHCI Mini-500
- Sikorsky S–58
- SNCASE S.E. 3130 Alouette II

## Rakéták
- V–2 (Rocket motor)
- Europa rakéta
- Ariane–5 (Booster)

## Repülőgép motorok

### Motorok légcsavaros gépekhez

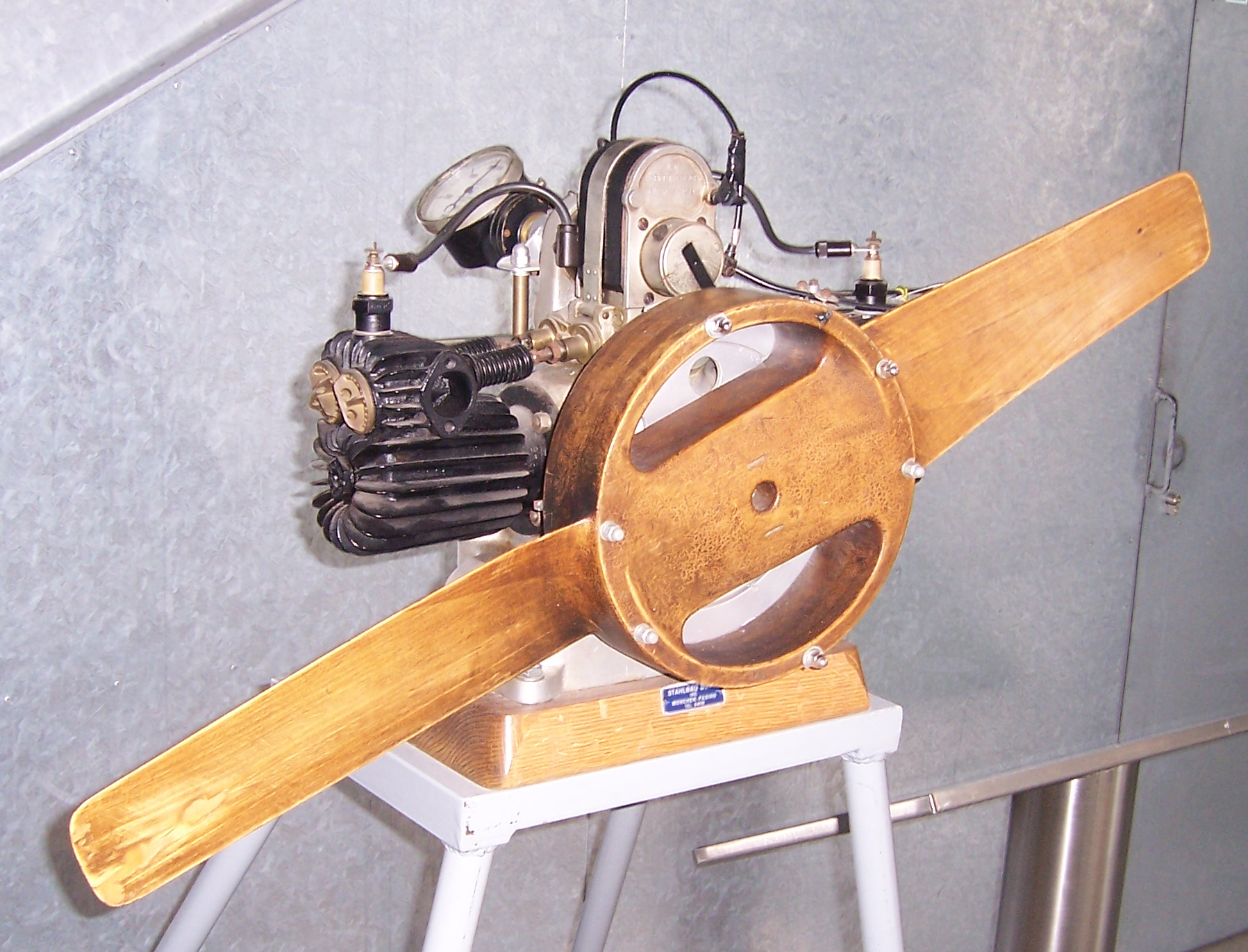
BMW M2 B15

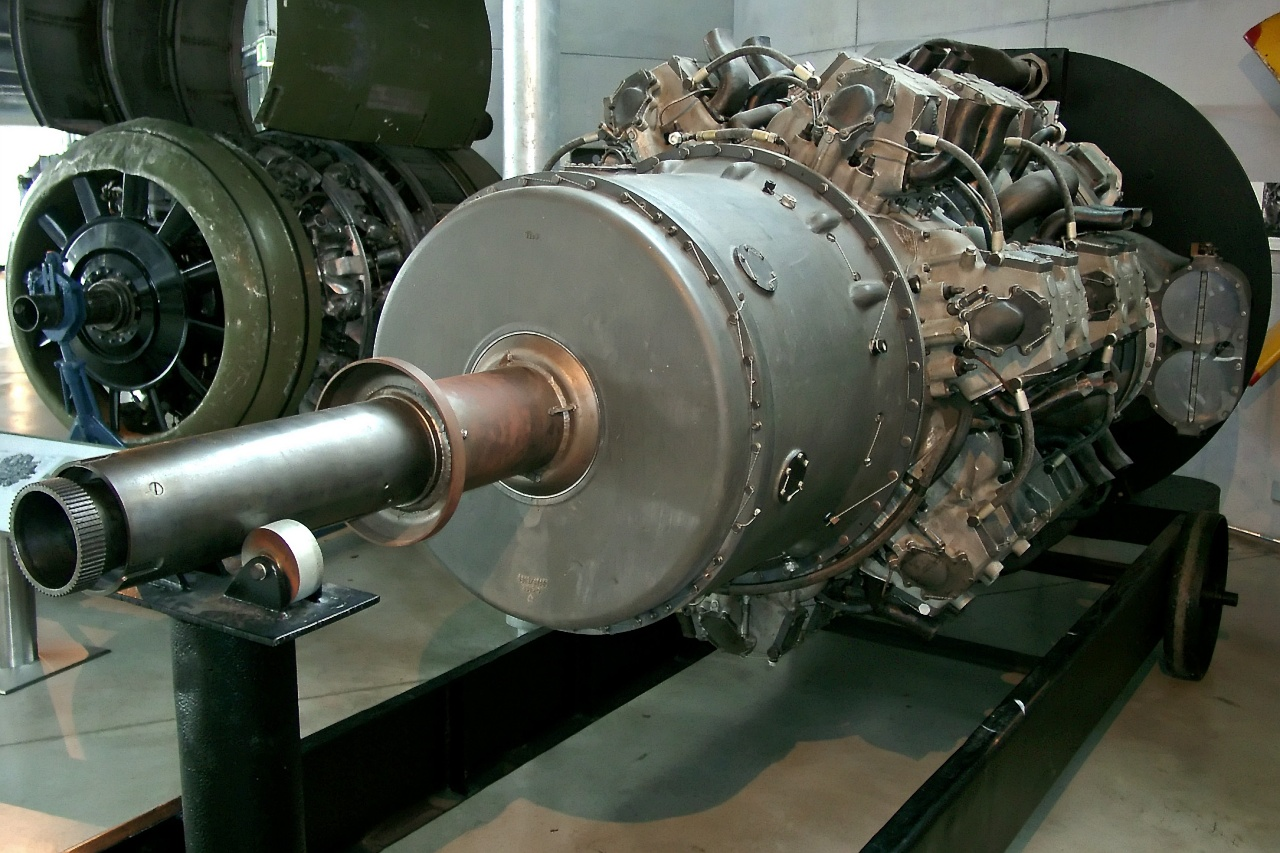
BMW 803

- Alvis Leonides
- Argus A17a
- Argus Type 4
- BMW 132A
- BMW 801 TJ
- BMW 803
- BMW M2B15
- Daimler D.IV
- Daimler-Benz DB 610
- de Havilland Gipsy Major
- Farman 12 WE
- Haacke HFM 3
- Hirth HM 60
- Hirth HM 504
- Junkers L5
- Junkers Jumo 211F
- Körting 8 SL 116
- Lycoming GO-480
- Lycoming TIO-360
- Porsche PFM 3200
- Pratt & Whitney R-1830 Twin Wasp
- Pratt & Whitney R-1340 Wasp
- Rumpler Aeolus
- Salmson AD.3
- Walter Mikron 4-II
- Wright-Lawrance L4

### Gázturbinák

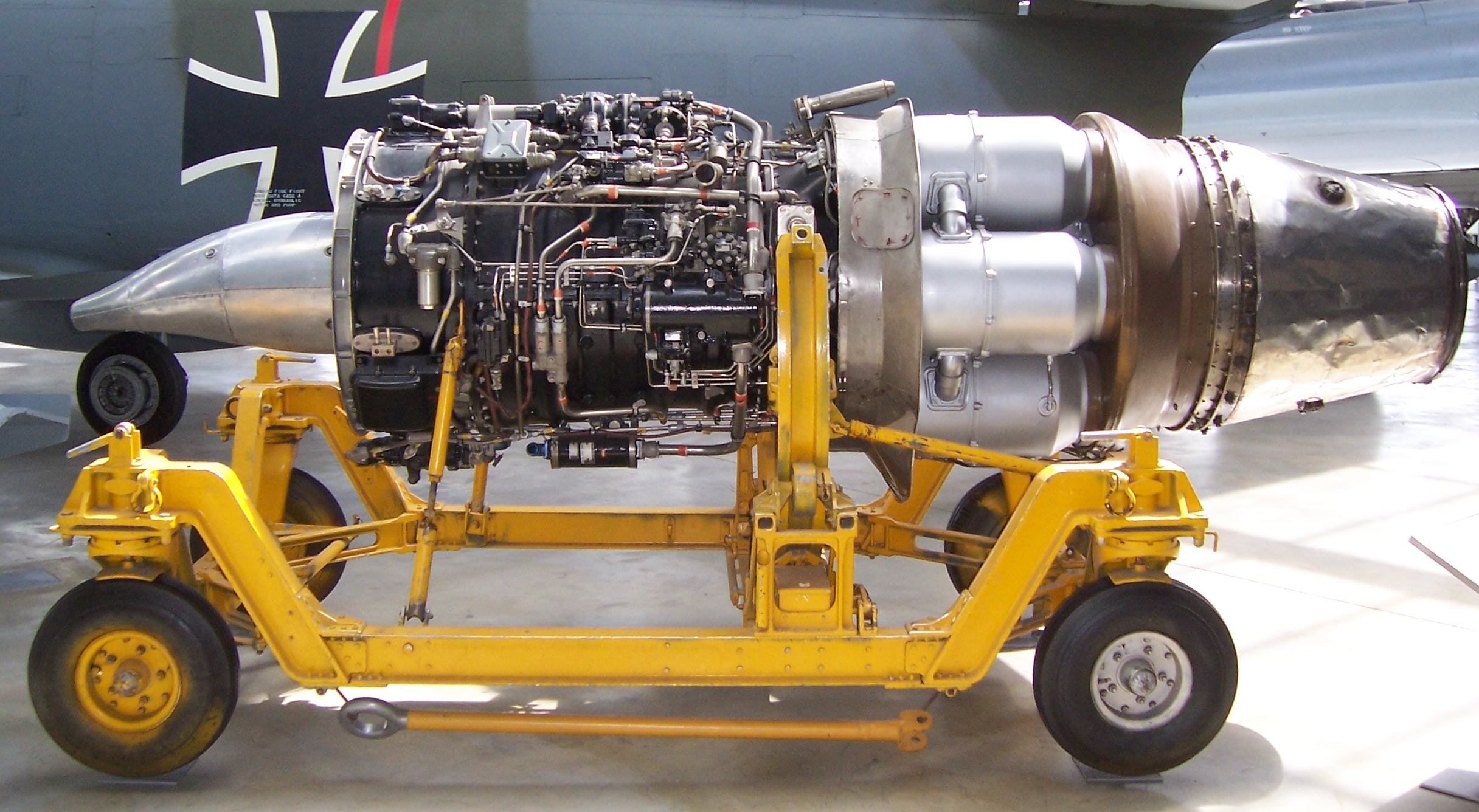
Avro Canada Orenda 14

- Allison J33 A
- Armstrong Siddeley Double Mamba
- Avro Canada Orenda 14
- Bristol Orpheus 703
- General Electric J79
- Klimov RD-45
- Lycoming T53
- Rolls-Royce RB162
- Rolls-Royce RB145R
- Rolls-Royce/MAN Turbo RB193
- Rolls-Royce/SNECMA M45H
- Tumansky R-29
- Wright J65